# 13197 Pontecorvo
13197 Pontecorvo este un asteroid din centura principală de asteroizi.

## Descriere
13197 Pontecorvo este un asteroid din centura principală de asteroizi. A fost descoperit pe 17 februarie 1997 la Colleverde de Vincenzo Silvano Casulli. Asteroidul prezintă o orbită caracterizată de o semiaxă mare de 2,39 ua, o excentricitate de 0,17 și o înclinație de 2,5° în raport cu ecliptica.